# Francisco Reyes Barrientos
Francisco Reyes Barrientos (4 de abril de 1870 – 6 de diciembre de 1941) fue un político, jurista y promotor cultural mexicano originario de Aguascalientes. Destacó como gobernador interino de Aguascalientes en varias ocasiones durante la década de 1920 y fue una figura activa en la vida cultural y política del estado.

### Biografía
Nació el 4 de abril de 1870 en Aguascalientes, Aguascalientes, hijo de José Martín Reyes y Josefa Barrientos. Tuvo una hermana llamada Fermina Reyes Barrientos. En su juventud estudió para sacerdote y, tras ordenar su primera misa, decidió casarse y abandonar el sacerdocio.
Se casó con María Ruiz Aguilera el 4 de octubre de 1907 en Aguascalientes. Fue padre de José de Jesús Otón Reyes Ruiz, María Guadalupe Mercedes Reyes, Francisco Reyes, Luz María Reyes y José Reyes.
Posteriormente, se involucró en la política y el derecho, llegando a desempeñarse como presidente del Tribunal Superior de Justicia del Estado de Aguascalientes entre 1937 y 1940.

### Carrera política
Francisco Reyes Barrientos fue gobernador constitucional interino de Aguascalientes en tres períodos durante 1926:
- 15 de enero de 1926 – julio de 1926
- 24 de agosto de 1926 – 21 de septiembre de 1926
- 25 de octubre de 1926 – 2 de noviembre de 1926[2]

Durante su mandato enfrentó el contexto complejo de la Guerra Cristera, un conflicto que afectó gravemente a la región y al país entre 1926 y 1929. En sus informes de gobierno, Reyes Barrientos señaló la crisis económica y la inestabilidad política derivadas del conflicto.
En 1920, se postuló como candidato independiente a la gubernatura, solicitando la anulación del proceso electoral al considerar que varios candidatos no cumplían con los requisitos legales.

### Actividad cultural y literaria
Reyes Barrientos fue un promotor cultural importante en Aguascalientes. Formó parte del grupo literario vinculado a la Revista Azul, publicación emblemática del modernismo literario en México. En abril de 1907, firmó una “Contra-protesta” desde Aguascalientes en defensa de la Revista Azul, junto con figuras como Ramón López Velarde y otros intelectuales locales.

## Contexto histórico y político
Durante su gobierno, Aguascalientes fue escenario de los efectos de la Guerra Cristera. El gobernador recibió órdenes del presidente Plutarco Elías Calles para clausurar conventos y aplicar leyes restrictivas sobre la educación y la Iglesia, en cumplimiento de la Ley Calles. La prensa extranjera como el Heraldo Alavés calificó estas medidas como una “persecución despiadada e impía”, mostrando simpatía por los cristeros y crítica abierta al gobierno mexicano.
Además, en este periodo se registraron tensiones sociales en torno a la comunidad china residente en Aguascalientes. Se reportaron controversias sobre matrimonios entre chinos y mexicanas, y se promovieron campañas para limitar la inmigración china, en un contexto de racismo y exclusión social. Se solicitó a las autoridades estatales la expedición de leyes que prohibieran la inmigración china, reflejando el clima social discriminatorio de la época.